# Fred Frohberg
Fred Frohberg, né le 27 octobre 1925 à Halle (Saale) et mort le 1er juin 2000 à Leipzig, est un chanteur allemand.

## Biographie
Frohberg est chanteur soliste dans un chœur de garçons en 1937. Soldat pendant la Seconde Guerre mondiale, il perd une jambe à 19 ans. Il étudie de 1946 à 1947 le chant et la guitare au conservatoire d'Erfurt. Après avoir remporté un concours de jeunes talents à Halle, il obtient en 1948 un contrat pour être le chanteur du Rundfunk-Tanzorchester Leipzig sous la direction de Kurt Henkels, qui fait des tournées en Allemagne fédérale et dans les pays d'Europe de l'Est. Avec cet orchestre, il enregistre son premier disque Prelude d'amour de Bruno Droste. De 1961 à 1963, il participe à des festivals internationaux de schlager et remporte celui de la mer Baltique à Rostock en 1962 avec le titre Am Kai wartest du. Avec la fondation de l'Ensemble 67, aussi appelé Fred-Frohberg-Ensemble, il fait une carrière solo jusqu'en 1967 puis revient dans les années 1980 et 1990.

## Discographie
- 1965 : LP Das ist Fred – Ein Fred-Frohberg-Porträt (Amiga)
- 1968 : LP Fred-Frohberg und das Ensemble 67 (Amiga Stereo 850150)
- 1969 : LP Wir sagen's musikalisch – Fred Frohberg und das Ensemble 67 (Amiga Stereo 855194)
- 1984 : LP Das Porträt – Fred Frohberg (Amiga Stereo 856091)
- 1986 : LP Fred Frohberg – Das musikalische Porträt (Amiga)
- 2000 : CD Zwei gute Freunde. Fred Frohberg – Seine größten Erfolge (Aelstertal)
- une centaine de singles

## Filmographie
- 1961 : Eine Handvoll Noten
- 1962 : Revue um Mitternacht

## Source de la traduction
- (de) Cet article est partiellement ou en totalité issu de l’article de Wikipédia en allemand intitulé « Fred Frohberg » (voir la liste des auteurs).